# Kurznasenflughunde
Die Kurznasenflughunde (Cynopterinae) sind eine Unterfamilie aus der Familie der Flughunde (Pteropodidae). Sie umfassen 14 Gattungen mit rund 30 Arten.

## Verbreitung
Kurznasenflughunde sind in Süd- und Südostasien beheimatet, ihr Verbreitungsgebiet reicht von Pakistan und dem südlichen China bis zu den Philippinen und den Kleinen Sunda-Inseln.

## Beschreibung
Kurznasenflughunde sind klein, zu ihnen zählen die kleinsten bekannten Flughunde. Die Kopfrumpflänge variiert je nach Art zwischen fünf und 15 Zentimetern, das Gewicht beträgt neun bis 100 Gramm. Ihr Fell ist meist bräunlich (von gelbbraun  bis graubraun) oder schwärzlich gefärbt, wobei die Unterseite oft heller ist. Bei manchen Arten unterscheidet sich die Färbung des Kopfes deutlich von der des übrigen Körpers. Der Schwanz ist kurz oder fehlt ganz. Die Nasenlöcher sind nach oben gerichtet und sitzen, ähnlich wie bei den Röhrennasenflughunden, auf kurzen Röhrchen.

## Lebensweise
Im Gegensatz zu vielen anderen Flughunden, die freihängend auf Bäumen ruhen, ziehen sich die Kurznasenflughunde zum Schlafen oft in Höhlen oder Baumhöhlen zurück; manche Arten finden sich auch in Minen oder Gebäuden. Sie verbringen den Tag ruhend in kleinen Gruppen und fliegen in der Nacht auf Nahrungssuche. Ihre Nahrung besteht vorwiegend aus Früchten, manche Arten verzehren auch Blüten oder Pollen.

## Fortpflanzung
Von vielen Arten gibt es kaum gesicherte Informationen über die Fortpflanzung. Kurznasenflughunde dürften das ganze Jahr über Nachwuchs zur Welt bringen, manche Arten gebären zweimal im Jahr. Die Tragzeit beträgt rund vier Monate, dann kommt meist ein einzelnes Jungtier zur Welt. Nach zwei bis drei Monaten werden die Jungtiere entwöhnt.

## Kurznasenflughunde und Menschen
Einige Arten sind Kulturfolger, die sich oft in Obstplantagen niederlassen und dort Früchte und Blüten verzehren, weswegen sie als Plage verfolgt werden. In einigen Regionen wie Nordthailand und Indien werden sie gejagt und verkauft, ihr Fleisch gilt als Heilmittel, das starkmachen soll. Mehrere Arten, vornehmlich diejenigen, die ein kleines Verbreitungsgebiet haben, gelten als gefährdet, eine Art, Latidens salimalii, die nur ein kleines Gebiet in Südindien bewohnt, gilt als bedroht.

## Systematik
Die Kurznasenflughunde bilden das Schwestertaxon aller anderen Flughundarten.

## Die Gattungen
- Tribus Cynopterini
  - Die Gattung Cynopterus umfasst sieben Arten, die von Pakistan und Südchina bis Indonesien verbreitet sind. Sie gehören zu den wenigen Fledertierarten, die sich Unterschlüpfe errichten, und zwar in Palmblättern. In diesen Unterschlüpfen, die das Männchen für seine Weibchen errichtet, bringen diese ihren Nachwuchs zur Welt.
  - Die Gattung Megaerops umfasst vier Arten, die vom nordöstlichen Indien über die Malaiische Halbinsel bis Borneo verbreitet sind. Sie sind schwanzlos und manchmal durch ein silberfarbenes Gesicht gekennzeichnet. Beispielart: Megaerops ecaudatus.
  - Die Gattung Ptenochirus umfasst zwei Arten, die auf die Philippinen beschränkt sind. Sie gelten als häufige Tiere, die oft in Kaffee-, Feigen- und Bananenplantagen zu finden sind.
- Tribus Balionycterini
  - Die zwei Arten der Gattung Aethalops leben auf der Malaiischen Halbinsel und in Indonesien, sie sind schwarz oder dunkelbraun gefärbt und sehr klein. Ihre Hauptnahrung sind Nektar und Pollen.
  - Der Mindanao-Kleinflughund (Alionycteris paucidentata) kommt nur in höhergelegenen Gebirgsregionen auf der philippinischen Insel Mindanao vor. Die Art gilt als gefährdet.
  - Der Gefleckte Kurznasenflughund (Balionycteris maculata) ist mit einer Kopfrumpflänge von 5 bis 7 Zentimetern und einem Gewicht von 9 bis 15 Gramm die kleinste Flughundart überhaupt. Sie lebt auf der Malaiischen Halbinsel und Borneo. Ihre Flügel sind, wie bei den Röhrennasenflughunden, gelb gepunktet, was der Tarnung dient.
  - Der Sunda-Schwarzkappenflughund (Chironax melanocephalus) ist durch einen schwarzgefärbten Kopf, der sich vom hellbraunen Körper abhebt, gekennzeichnet. Die Art ist auf der Malaiischen Halbinsel und dem westlichen Indonesien verbreitet.
  - Dayak-Flughunde (Dyacopterus) sind mit etwa 15 Zentimetern Kopfrumpflänge die größten Arten dieser Gruppe. Sie leben auf der Malaiischen Halbinsel, den Philippinen und dem westlichen Indonesien.
  - Der Fischer-Kleinflughund (Haplonycteris fischeri) ist auf den Philippinen endemisch. Die Art besitzt einen auffallend langer Daumen und gilt als gefährdet.
  - Die Salim-Ali-Fruchtfledermaus (Latidens salimalii) bewohnt nur kleines Gebiet im südlichen Indien (im Staat Tamil Nadu). Sie hat nur ein Paar Schneidezähne je Kiefer und gilt aufgrund ihres kleinen Verbreitungsgebietes und der Verfolgung durch Plantagenbesitzer als bedroht.
  - Der Luzon-Kleinflughund (Otopteropus cartilagonodus) kommt nur auf der Insel Luzon im Norden der Philippinen vor. Die Art gilt als gefährdet.
  - Der Lucas-Kurznasenflughund (Penthetor lucasi) ist auf der Malaiischen Halbinsel und dem westlichen Indonesien beheimatet. Ihr Fell ist grau gefärbt.
  - Der Blanford-Flughund (Sphaerias blanfordi) bewohnt Gebirgsregionen von Tibet und Nordindien bis Thailand bis in 2700 m Seehöhe. Die Art besitzt ein auffallend kleines Uropatagium (Schwanzflughaut), der nur ein schmaler Streifen entlang den Hinterbeinen ist.
  - Der Schwarzflügelflughund (Thoopterus nigrescens) lebt auf Sulawesi und benachbarten Inseln. Die Art besitzt ein graubraunes Fell.